# South Havra
South Havra est une île des Shetland.